# Kierunek: Noc
Kierunek: Noc (ang. Into The Night) – belgijski serial telewizyjny stworzony dla platformy Netflix przez Jasona George'a, który inspirował się powieścią Jacka Dukaja pt. Starość aksolotla.

## Fabuła
Słońce zaczyna wytwarzać śmiertelne dla ludzi promieniowanie. Grupa pasażerów nocnego lotu z Brukseli postanawia obrać kurs na zachód, chcąc w ten sposób pozostać w mroku. Na pokładzie samolotu znajdują się osoby z różnych środowisk, w różnym wieku i posługujący się różnymi językami. Ich wspólnym celem staje się przetrwanie końca świata.

## Produkcja
Serial został stworzony przez Jasona George'a, wszystkie odcinki wyreżyserowali Inti Calfat i Dirk Verheye, natomiast producentami wykonawczymi byli Jacek Dukaj i Tomasz Bagiński. Udostępniony na platformie Netflix w formie 6 odcinków (1 sezon), każdy po około 40 minut.
Dnia 30 czerwca 2020 Netflix oficjalnie potwierdził zamówienie drugiego sezonu. 8 września 2021 nastąpiła premiera 2 sezonu, składającego się z 6 odcinków, każdy po około 35 minut.

## Obsada[2]
| Aktor             | Rola                    |
| ----------------- | ----------------------- |
| Pauline Etienne   | Sylvie Bridgette Dubois |
| Laurent Capelluto | Mathieu Daniel Douek    |
| Stefano Cassetti  | Terenzio Matteo Gallo   |
| Mehmet Kurtulus   | Ayaz Kobanbay           |
| Babetida Sadjo    | Laura Djalo             |
| Jan Bijvoet       | Richard "Rik" Mertens   |
| Ksawery Szlenkier | Jakub Kieslowski        |
| Vincent Londez    | Horst Baudin            |
| Regina Bikkinina  | Zara Oblonskaya         |
| Alba Gaïa Bellugi | Ines Mélanie Ricci      |
| Nabil Mallat      | Osman Azizi             |
| Chris TDL         | Christopher             |
| James McElvar     | Freddie                 |
| Yassine Fadel     | Nabil                   |
| Borys Szyc        | Łom                     |